# Laze, Logatec
Laze so naselje v Občini Logatec.